# Лешевалье, Жан-Ив
Жан-Ив Лешевалье (фр.Jean-Yves Lechevallier)  родился в 1946 в  Руане (Нормандия). Французский скульптор   и художник, лауреат Художественного конкурса Flame de l' Europe (Пламя Европы), организованного Европейской Ассоциацией Робе́р Шума́н (фр. Robert Schuman)  в 1977 в память о 20 летнем юбилее Римского договора.

## Биография
Жан-Ив вырос среди чертежей, набросков и моделей, поскольку его отец был архитектором.

Свою первую скульптуру он вырезал из камня, привезенного из отпуска в Ле-Бо-де-Прованс. Несколько лет спустя в возрасте 15 лет для него была организована в Руане в Галерее Пригент (фр. Galerie Prigent) персональная выставка вырезанных из прованского камня фигур животных.

В 1966, в возрасте 20 лет он получил первый заказ от друга семьи, городского архитектора Роберта Лоро (фр. Robert Louard), который занимался новым строительством на острове в Руане
Он закончил местную школу искусств в Руане   и Высшую школу изобразительного искусства и дизайна в Париж .

Его первой работой было создание макетов для архитектора Бадини .

## Творчество
Жан Ив следовал мыслям скульптора и поэта Жан Арп, (фр. Jean Arp) особенно его "Природе скульптур" и "Скульптур в Природе".
Его работы разнообразны в смысле материалов, композиции и стилей: он создает барельефы, скульптуры, монументальные живописные и мозаичные произведения, кариатиды и архитектурные формы. Его любимые материалы это экзотическое дерево, камень и мрамор; металл (медь, алюминий, бронза или нержавеющая сталь); полимерные материалы и бетон, иногда включающие стеклянные элементы. Его работы способствовали производству специального материала, называемого КРИДОФИБР  .

Начав в послевоенные годы, благодаря культурной и финансовой поддержке развития искусств во Франции  [9], работы Лешевалье поддерживались муниципальными и государственными средствами.

Лешевалье специализировался на монументальных скульптурных работах. Как Карин Шиллер (Corinne Schuller) сказала в  Sentiers de la Sculpture (путь скульптуры) "By forcing art into confined spaces, you lose so much in terms of its beauty." “Загоняя искусство в тесные рамки можно потерять много в смысле красоты" . Два конкретных примера тому Point d'orgue и Croix des Gardes. Эти работы сейчас являются частью архитектурного ансамбля во многих городах Франции, особенно в Нормандии, Париже и Ривьере. Их можно увидеть в общественных парках, на площадях, в школах, учебных и муниципальных  заведениях, жилых комплексах и в природных парках, таких как  La Croix des Gardes возле Канн.
- Point d’orgue вырублено в скале перед входом в туннель скоростной дороги в Монако. Его выпуклости из полированной стали отражают переход естественных цветов, слегка приглушая яркие блики в полдень, но отражая свет фар и дорожных огней на закате.
- Croix des Gardes [10]. это искрящаяся стальная структура на вершине холма над Средиземным морем представляет древнюю традиционную горизонтально ориентированную высотную конструкцию. Благодаря своей высоте, сигнальные огни на верхней части служат указателями самолетам, приближающимся к находящемуся рядом аэропорту Ниццы.

Другой областью интересов Лешевалье являются фонтаны  ], демонстрирующие движение воды и её звуки могут создавать скульптурные песни.  Например:
- Фонтан Cristaux [12] в Париже, посвященный Белу Бартоку как скульптурное выражение поисков композитора в тональной гармонии.
- Фонтан Polypores в Париже, по мотивам музыкального фильма Алана Ресни (фр. Alain Resnais), "Та же старая песня" («Старая песня» / On connaît la chanson) [13]

## Наиболее заметные работы
- Voile  (парус), Остров Лакруа, Руан, 1966
- Фонтан Fleurs d'eau (воду цветы) на берегу реки Сены, Руан, 1975
- Фонтан Cristaux, Посвящение Белы Бартока в квадратных Белы Бартока, Париж , 1980
- Фонтан Polypores[14]  вдохновили грибов Полипорус, Париж, 1983
- Фонтан Concretion, Théoule-sur-Mer, 1987
- Humakos V, Peymeinade, 1989
- La Croix des Gardes  где религиозные службы проводятся в случаях,[15] 1990
- Aile Entravée (скованы Wing) [16]  разработан во время войны в Персидском заливе, Сады Музея изобразительных искусств в Ментоне,[17]  1991
- Point d'orgue, тоннель Монако, 1992
- Structuration F1 для Ferrari в Маранелло Italie,[18][19] включения тело F1, созданный для Михаэля Шумахера, 2002
- Фонтан Spirale, Сен-Тропе (Saint-Tropez),[20] 2007
- Фонтан Fungia, Драгиньян (Draguignan),[21] 2007
- Red Love,[22][23] 2009

Значительная часть работ содержится в частных коллекциях в Германии, Франции, Монако и США.

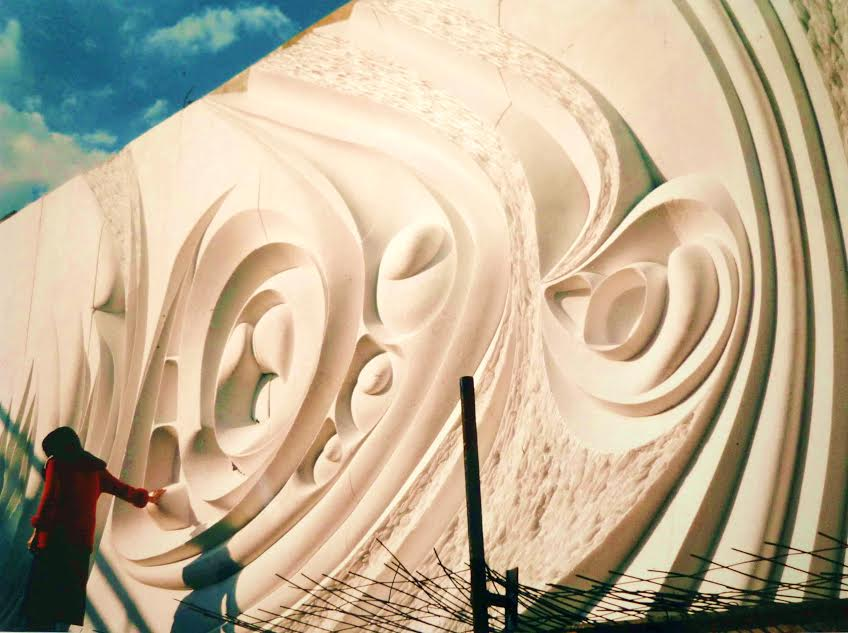
горельеф La lutte des élements, Le Chesnay
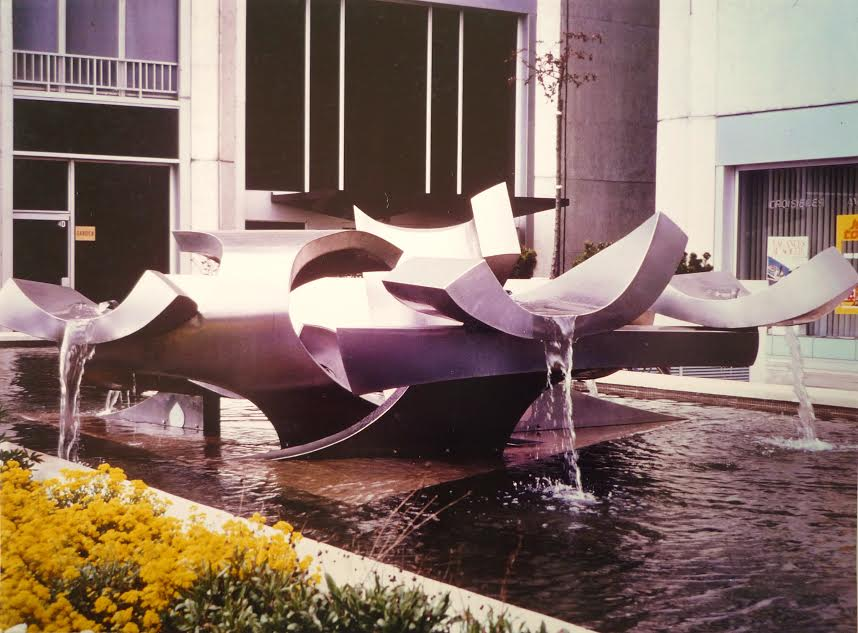
Фонтан Fleurs d'eau,Руан
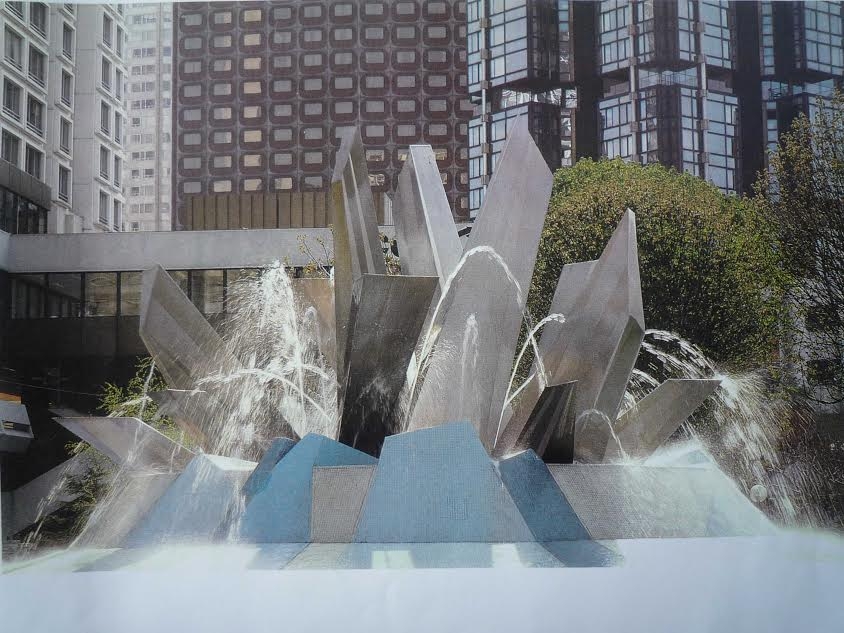
Фонтан Cristaux,  Париж
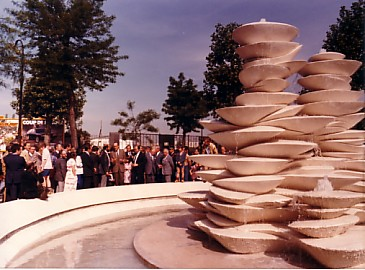
Фонтан Polypores,  Париж
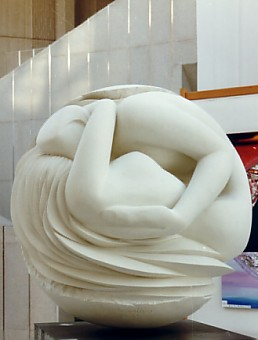
скульптуры Humakos V, Peymeinade,
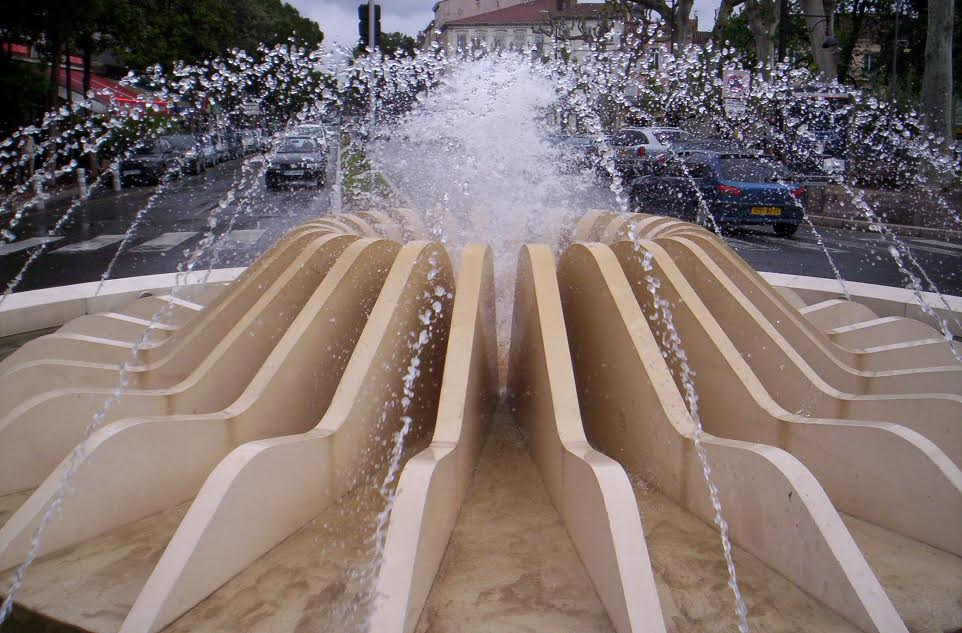
Фонтан Fungia, Draguignan

## Основные выставки, представления и награды
- Музей современного искусства Enzo Pagani Foundation,[25] Castellanza (Va) Italie, 1973
- Муниципальный музей г. Мужен(скульптуры, картины) 1993
- Часовня Сан-Жан-Батиста де Сан-Жанет. (Quadrige Gallery), 1995
- Sentiers de la Sculpture, Polo club Saint-Tropez, 2010
- Салон Réalités Nouvelles,[26]  Paris, 1972
- Салон de Mai, Paris, 1999
- Лауреат премии "Плямя Европы" ("Flame de l' Europe", 1977)
- Высшая награда за скульптуру Бодри, Патрик Пьер Роже (Patrick Baudry) Space camp, 1991
- Почетная награда города Грасна Европейском шоу 1990
- Отобран для демонстрации в Музее под открытым небом в Японии Fujisankei Utsukushi-Ga-Hara (Humakos V), 1993[27]

## Замечания
Информация на странице является переводом исходной французской страницы о Жан Ив Лешевалье